# NTPC
NTPC（英語：NTPC Limited、英語旧称：National Thermal Power Corporation、日本語表記：ナショナル・サーマル・パワー）は、インドデリー首都圏ニューデリーに本社を置く電力会社。

## 概要
インド国内最大の火力発電会社であり、発電シェアは約21％、企業単体の発電容量は72,364MW、国内総容量の16.8％を占めている。主要事業は火力発電に関する建設、運営、コンサルティングほか、水力発電の開発、発電取引・販売なども行っている。
株式の上場は2004年からであったが、株式の51.1％は政府が保有したままとなっている。
NTPC本体の発電施設は、石炭火力発電所 23 か所、天然ガス火力発電所 7 か所、水力発電所 1 か所、風力発電所 18 か所、太陽光発電所 18 か所、小規模水力発電所 1 か所の計63か所が存在する。合弁会社の下では、石炭火力発電所 9か所、天然ガス火力発電所 4か所、水力発電所 8か所、再生可能エネルギー発電所 5か所の計26か所を抱えている。このうち、NTPC本社の抱える石炭火力発電所の発電容量は51,150MWであり、NTPC全体の7割を占める。なお、2032 年までに非化石燃料ベースの発電能力が NTPC全体の約 30% を占めるようになる予定である。
2005年9月23日の株主年次総会での特別決議により1956年会社法第21条が改正され「National Thermal Power Corporation Limited」から「NTPC Limited」に社名変更された。これは採炭部門の統合と原子力および水力発電事業への着手を目的としたためである。